# Organismo Internacional de Juventud para Iberoamérica
El Organismo Internacional de Juventud para Iberoamérica (OIJ), en portugués: "Organismo Internacional de Juventude para Iberoamérica", es el único organismo internacional público dedicado exclusivamente a la juventud en el espacio iberoamericano. Es una plataforma que articula gobiernos, juventudes, sociedad civil, academia y sector privado, consolidándose como un espacio de construcción colectiva para los derechos, la participación y la autonomía juvenil

## Funciones
Su propósito es que los más de 160 millones de personas jóvenes de la región puedan:
- Participar activamente en las decisiones que afectan sus vidas y comunidades.
- Acceder a herramientas, formación y acompañamiento para fortalecer sus proyectos, liderazgos y organizaciones.
- Ser reconocidas como actores clave en la transformación social, política y ambiental de sus países y de Iberoamérica en su conjunto.

El OIJ es singular y estratégico porque:
- Cuenta con personalidad jurídica internacional, permitiéndole firmar acuerdos, movilizar recursos y actuar en nombre de los 21 Estados miembros.
- Promueve un enfoque integral e interseccional, trabajando en educación, empleo, salud mental, género, sostenibilidad y derechos humanos.
- Actúa como facilitador y conector, articulando juventudes con los grandes espacios de decisión regional y global.

## Historia[1]

### Origen y Fundación
- 1992: Creación como Organización Iberoamericana de Juventud mediante un Acuerdo de Colaboración entre la OEI y la Conferencia Iberoamericana de Juventud.
- 1996: Constitución formal como Organismo Internacional, integrando los 21 países miembros de la Cumbre Iberoamericana de Jefes de Estado y de Gobierno.
- 2020: Refundación institucional con un Plan Integral de Gestión, que modernizó su estructura, fortaleció el Espacio Iberoamericano de Juventud y abrió nuevos canales de cooperación con bancos de desarrollo y organismos multilaterales.

- 17 de mayo de 2025: Inicio de una nueva etapa con la toma de posesión de Alexandre Pupo Quintino como Secretario General, dando paso a los Nuevos Ejes de Acción 2025–2029, que priorizan innovación digital, inteligencia artificial, participación juvenil efectiva y segmentación de audiencias para ampliar impact

## Evolución[1]
Desde su creación en 1992, el OIJ ha transitado un camino de transformación constante, adaptándose a los desafíos de cada época para responder mejor a las realidades juveniles de la región.
- Década de 1990: Surge como un espacio de coordinación y cooperación técnica entre países, consolidando la Convención Iberoamericana de Derechos de los Jóvenes, primer instrumento jurídico regional en la materia.
- 2000-2010: Amplía su campo de acción con programas regionales de empleo joven, emprendimiento y participación política.
- 2010-2020: Se convierte en plataforma de articulación multiactor, con énfasis en investigación, generación de datos y formación de líderes juveniles.
- 2020-2024: Implementa su refundación, modernizando procesos administrativos y financieros, consolidando alianzas con bancos de desarrollo y organismos multilaterales.
- 2025 en adelante: Inicia un nuevo ciclo con la llegada de Alexandre Pupo Quintino como Secretario General, quien promueve la inteligencia artificial, la segmentación de audiencias y la innovación comunicacional como herramientas clave para fortalecer el trabajo con juventudes.

## Misión y Visión[2]

### Misión
Promover el ejercicio pleno de los derechos de las personas jóvenes en Iberoamérica, generando políticas públicas basadas en evidencia, fortaleciendo capacidades institucionales y movilizando alianzas multisectoriales para la transformación social.

### Visión
Ser el organismo de referencia en juventud a nivel global, impulsando la emancipación juvenil a través de la innovación digital, la justicia climática, la equidad de género y la participación política interseccional.

## Línea de Tiempo Destacada
| Año                | Hito principal                                                                                |
| 1992               | Fundación como Organización Iberoamericana de Juventud.                                       |
| 1996               | Constitución como organismo internacional con personalidad jurídica plena.                    |
| 2005               | Primer programa regional de emprendimiento juvenil.                                           |
| 2012               | Promulgación de la Convención Iberoamericana de Derechos de los Jóvenes.                      |
| 2020               | Refundación y aprobación del Plan Integral de Gestión.                                        |
| 2021               | Lanzamiento de la Encuesta Iberoamericana de Juventudes junto a CAF e INJUV Chile.            |
| 2023               | Creación de la Oficina del OIJ en Brasil para operaciones territoriales y asesorías técnicas. |
| 17 de mayo de 2025 | Toma de posesión de Alexandre Pupo como Secretario General, en Nueva York.                    |

## Estados miembros[1]
El organismo está compuesto actualmente por 21 países: Argentina, Bolivia, Brasil, Colombia, Costa Rica, Chile, Cuba, República Dominicana, Ecuador, España, El Salvador, Guatemala, Honduras, México, Nicaragua, Panamá, Paraguay, Perú, Portugal, Uruguay y Venezuela.

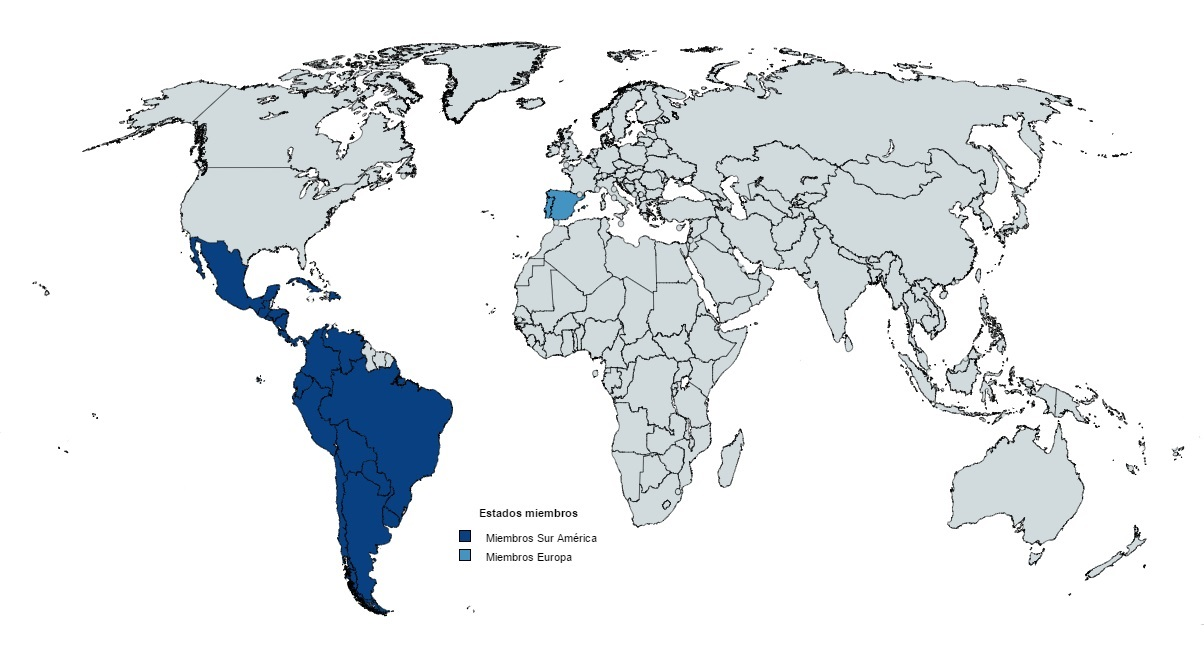
Estados miembros en la Región Iberoamericana: América (azul oscuro) y Europa (azul)

## Sede[1]

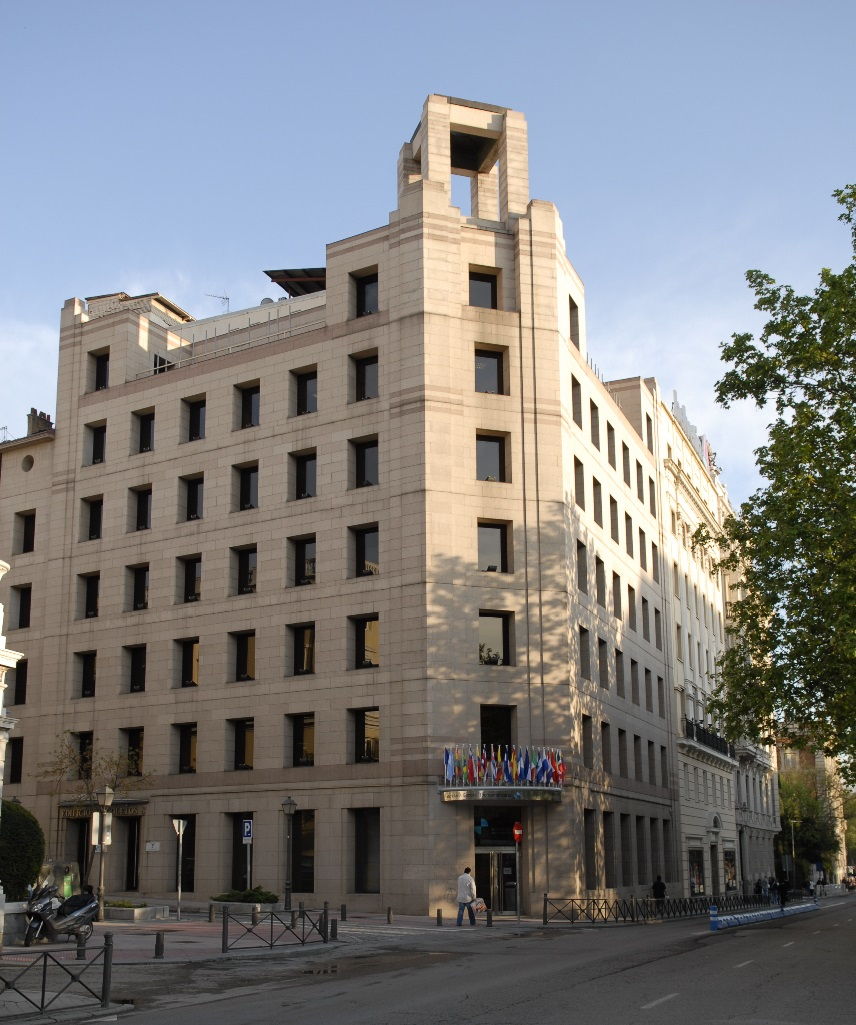
Sede del OIJ, en Madrid.

El organismo cuenta con la sede de la Secretaría General en España. En 1998, tras la obtención de personalidad jurídica, se establece el domicilio legal y sede central en la capital de España, Madrid.
Las oficinas y departamentos del mismo se encuentran en el edificio Recoletos 8, en el paseo de Recoletos de la capital española.

## Secretaría General[3]

Actual Secretario General, Alexandre Pupo.

Alexandre Pupo Quintino asumió como Secretario General del OIJ el 17 de mayo de 2025, marcando el inicio de una nueva etapa de fortalecimiento institucional y apertura regional. Es licenciado en Derecho por la Pontificia Universidad Católica de São Paulo (2015) y licenciado en Ciencias Sociales por la Universidad de São Paulo (2019), donde también obtuvo su Maestría en Sociología (2022).
Antes de su elección como Secretario General, fue Asesor en la Asesoría Especial de la Presidencia de la República de Brasil (2023–2024), donde coordinó el seguimiento de temas estratégicos de política exterior, elaboró informes de apoyo a la toma de decisiones de alto nivel y participó en diversas cumbres multilaterales. Su experiencia también incluye trabajo como consultor para organizaciones internacionales en democracia, justicia climática, derechos humanos y fortalecimiento de la participación juvenil.
A lo largo de su trayectoria, ha impulsado proyectos de articulación de sociedad civil y cooperación internacional, siempre con un enfoque en la emancipación juvenil y la construcción de políticas públicas inclusivas. 

## Visión y liderazgo:[5]
Pupo promueve la idea de que la juventud no es un simple grupo etario, sino una etapa vital para construir un futuro propio y colectivo. Bajo su gestión, el OIJ prioriza la innovación digital, la inteligencia artificial, la salud mental, la democracia participativa y la interseccionalidad como ejes de trabajo, integrados en el Plan de Acción 2025–2029.

## Ejes Estratégicos y Prioridades 2025–2029[5]
Con una mirada profundamente alineada a la Nueva Agenda de Juventudes y una vocación transformadora, la gestión del Secretario General Alexandre Pupo se articula en torno a cinco prioridades estratégicas que orientan las acciones del OIJ en este ciclo:
1. Juventudes y Democracia: Fortalecer la participación juvenil en los procesos democráticos, promoviendo su involucramiento en la toma de decisiones, el liderazgo político y la construcción de instituciones más inclusivas y representativas.
2. Justicia Socioambiental y Cambio Climático: Impulsar la justicia climática y la transición ecológica justa, reconociendo a las juventudes como actores clave en la defensa del ambiente, la sostenibilidad y la resiliencia comunitaria frente a los impactos del cambio climático.
3. Mundo del Trabajo y Emancipación Juvenil: Garantizar condiciones para la autonomía y la emancipación de las personas jóvenes mediante acceso a empleo digno, formación para el trabajo, emprendimiento y sistemas de protección social inclusivos.
4. Salud Mental, Bienestar y Entorno Digital: Priorizar el bienestar integral, la salud mental y la creación de entornos digitales seguros, reconociendo el impacto de la tecnología en la vida cotidiana y la necesidad de garantizar espacios digitales libres de violencia y discriminación.
5. Inclusión, Equidad e Interseccionalidad: Incorporar un enfoque interseccional en todas las acciones, promoviendo la igualdad de género, la justicia racial, los derechos de personas LGBTQI+, pueblos originarios y otras poblaciones históricamente excluidas.

## Idiomas oficiales[1]
Debido a la diversidad y heterogeneidad de sus países miembros, así como a la rica herencia lingüística y cultural de los mismos, se establecen como idiomas oficiales del organismo el español y el portugués.